# Szelków (gmina)
Pour les articles homonymes, voir Szelków.
Szelków est une gmina rurale (gmina wiejska) de la powiat de Maków, dans la Voïvodie de Mazovie, dans le centre-est de la Pologne.
Son siège administratif (chef-lieu) est le village de Szelków, qui se situe environ 8 kilomètresau sud-est de Maków Mazowiecki (siège de la powiat) et 67 kilomètres au nord-est de Varsovie (capitale de la Pologne).
La gmina couvre une superficie de 112,93 km2 pour une population de 3 721 habitants en 2016.

## Histoire
De 1975 à 1998, la gmina est attachée administrativement à la voïvodie d'Ostrołęka.

Depuis 1999, elle fait partie de la voïvodie de Mazovie.

## Géographie
La gmina de Szelków inclut les villages et localités de :

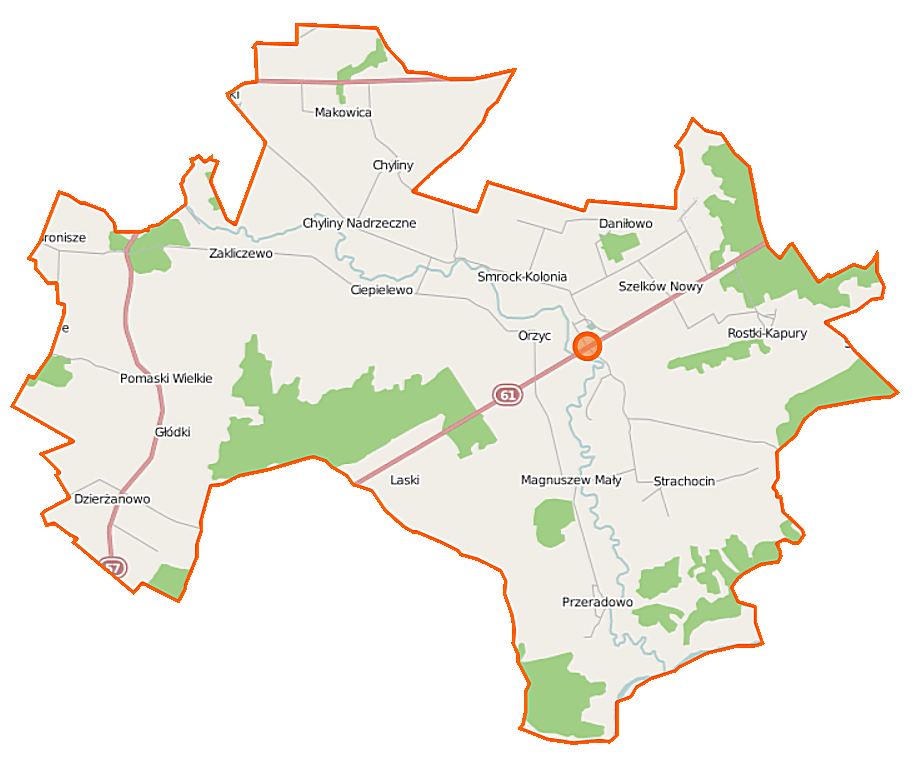
Plan de la gmina

- Bazar
- Chrzanowo
- Chyliny
- Chyliny Leśne
- Ciepielewo
- Dzierżanowo
- Głódki
- Grzanka
- Kaptury
- Laski
- Magnuszew Duży
- Magnuszew Mały
- Makowica
- Nowy Strachocin
- Nowy Szelków
- Orzyc
- Pomaski Małe
- Pomaski Wielkie
- Przeradowo
- Rostki
- Smrock-Dwór
- Smrock-Kolonia
- Stary Strachocin
- Szelków
- Zakliczewo

### Gminy voisines
La gmina de Szelków est voisine de :
- la ville de :
  - Maków Mazowiecki
- et des gminy suivantes :
  - Czerwonka
  - Karniewo
  - Obryte
  - Pułtusk
  - Rzewnie

## Structure du terrain
D'après les données de 2002, la superficie de la commune de Szelków est de 112,93 km2, répartis comme tel :
- terres agricoles : 70 %
- forêts : 23 %

La commune représente 10,61 % de la superficie du powiat.

## Démographie
Données du 30 juin 2004 :
| description        | Total  | Total | Femmes | Femmes | Hommes | Hommes |
| ------------------ | ------ | ----- | ------ | ------ | ------ | ------ |
| Unité              | Nombre | %     | Nombre | %      | Nombre | %      |
| population         | 3 697  | 100   | 1 847  | 50     | 1 850  | 50     |
| Densité (hab./km²) | 32,7   | 32,7  | 16,4   | 16,4   | 16,3   | 16,3   |